# 徳川宗堯
徳川 宗堯（とくがわ むねたか、旧字体德川 宗堯）は、江戸時代中期の大名。常陸水戸藩4代藩主。官位は従三位・左近衛権中将、参議。

## 生涯
宝永2年（1705年）7月11日、高松藩主・松平頼豊の嫡男として誕生。母は湯浅方淑の娘・喜智（西御部屋）。幼名は軽麻呂。正徳元年（1711年）11月、大伯父である水戸藩主・徳川綱條の養嗣子となり、鶴千代と改める。
享保元年（1716年）、将軍・徳川吉宗から偏諱を賜り宗堯と名乗る。少年時代から英邁で知られており、享保3年（1718年）に綱條が亡くなると家督を継いだ。自ら朝夕の食事を一汁三菜とし、倹約に努めて行き詰まっていた藩政を立て直そうとしたが、享保15年（1730年）4月7日に死去した。享年26（満24歳没）。
綱條の嫡子徳川吉孚の一人娘美代姫を御簾中とし、美代姫との間にもうけた次男宗翰が家督を継いだ。
有能で文化人としても優れていたため、徳川光圀の再来と讃えられた。著書に「成公文集」がある。

## 逸話
「水戸紀年」には、宗堯が死去する際、附家老の中山信昌が来て、鶴千代（宗翰）を御簾中・美代姫に抱き取らせ、「自分が再び来るまでは、何も食べさせてはならず、誰の手にも渡してはならない」と話したという逸話が載っている。
風聞によれば、高松藩より養子入りした宗堯は、生母喜智を讃岐国から呼び寄せ、小石川邸内に新御殿を建てて住まわせた。この新御殿に仕える元・高松藩士岡島弥兵衛の娘礼武が宗堯の目に留まり、側室となって長男・軽麻呂（頼順）を産んだ。嫡子かと浮き立っていたところ、翌年に美代姫が鶴千代（宗翰）を産んだので、こちらが嫡子となった。新御殿から鶴千代宛てに饅頭が贈られ、それを美代姫の部屋に来ていた宗堯が口に入れたところ、宗堯は腹痛を訴えて程なく急死したという。

## 官歴
※日付＝旧暦
- 宝永2年（1705年）7月11日 - 誕生。軽丸（軽麻呂）を称す。
- 正徳元年（1711年）11月 - 徳川綱條の養嗣子となり、鶴千代と改める。
- 正徳4年（1714年）5月 - 従四位上に叙し、左衛門督に任官。
- 享保元年（1716年）12月18日 - 元服し、将軍徳川吉宗の偏諱を授かり、宗堯と名乗る。同日、正四位下に昇叙し、左近衛権少将を兼任。
- 享保3年（1718年）
  - 10月15日 - 家督を相続し、水戸藩主となる。
  - 12月1日 - 従三位に昇叙し、左近衛権中将に転任。
- 享保5年（1720年）12月1日 - 参議に補任。

## 系譜
- 御簾中：美代姫（1708-1746） - 徳川吉孚娘
  - 次男：徳川宗翰（1728-1766）
- 側室：礼武 - 岡島弥兵衛娘
  - 長男：松平頼順（1727-1774） - 駒込松平家
- 養子
  - 女子：定姫 - 松平頼豊娘、近衛内前婚約者

## 演じた俳優
- 西村和彦（「八代将軍吉宗」、NHK、1995年）
- 伊庭剛（「暴れん坊将軍VIII」、テレビ朝日、1997年）